# スメルシ

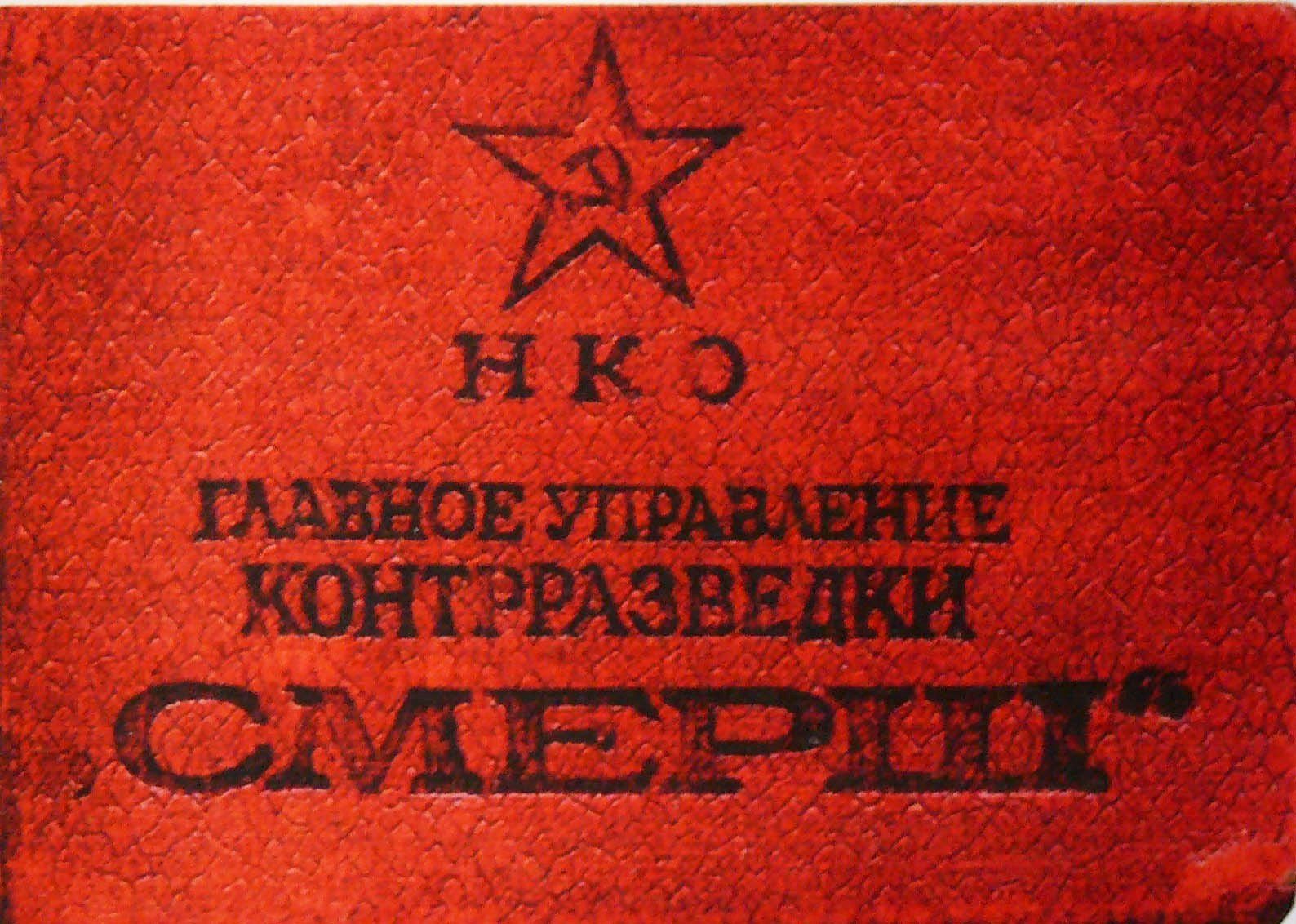
スメルシの身分証

スメルシ（ロシア語: СМЕРШ, ラテン文字転写: SMERSH）とは、第二次世界大戦の独ソ戦の最中の1943年4月19日に設立されたスターリン直属の防諜部隊の通称である。

## 概要
創設者はヴィクトル・アバクーモフ。正式な訳語は国防人民委員部防諜部。任務は脱走兵、ドイツ側に寝返った赤軍兵士、前線における敗北主義者の摘発。ソビエト連邦の督戦隊である。
名の由来は『スパイに死を』（Смерть шпионам、Death to the spies）を意味するロシア語の略称である。ラテン文字表記の SMERSH を英語読みしてスメルシュとも表記される。1943年に内務人民委員部（NKVD）（ラヴレンチー・ベリヤ）から独立した国家保安人民委員部（NKGB）（フセヴォロド・メルクーロフ）の No.2 であるヴィクトル・アバクーモフが指揮する軍から独立した野戦政治警察部隊（督戦部隊）である。各方面軍に配置された。アバクーモフは副国防人民委員を兼任し、直接スターリンに報告する権限を有していた。
スメルシは、ベルリンの戦いで総統地下壕におけるヒトラーの自殺を確認し、彼の遺体の一部や所持品をモスクワに持ち帰った。これらは現在もモスクワに保管されている。また1945年8月のソ連軍の対日参戦のときに先陣を切って、満州に侵攻した部隊でもある。
スメルシは、軍内の防諜に従事した外、ソ連の占領地における不穏分子の摘発にも従事した。特にアバクーモフの命令により、ブダペストにおいてスウェーデンの外交官、ラウル・ワレンバーグが逮捕された。
1946年5月、NKGBはソ連国家保安省 (MGB) に昇格し、スメルシもMGBに編入された。内務人民委員部も内務省 (MVD) と改名される。

## フィクション
- 007シリーズ

本シリーズ小説版では戦後も存続し、西側諸国と007に対して数々の謀略を展開するが、映画版では国際犯罪組織スペクターに差し替えられている。なお、007シリーズにKGB（1954年発足）の名前が登場するのは、映画『007 私を愛したスパイ』（1977年）からである。また、1967年の『007 カジノロワイヤル』にも同名の組織が登場するが、ソ連とは全く関係の無い架空の組織である。
- ジョーカー・ゲームシリーズ

第4巻「ラスト・ワルツ」収録『アジア・エクスプレス』に名前が登場。ただし、表記は「スメルシュ」である。

## 文献
- 20世紀の人物シリーズ編集委員会（編）、『ヒトラー最後の真実　KGB 秘密調書』、光文社、2001年、ISBN 4-334-96113-4